# Yilgarnia currycomboides
Yilgarnia currycomboides är en spindelart som beskrevs av Main 1986. Yilgarnia currycomboides ingår i släktet Yilgarnia och familjen Nemesiidae.
Artens utbredningsområde är Western Australia. Inga underarter finns listade i Catalogue of Life.